# Swiss Indoors 2000 - Qualificazioni doppio
Le qualificazioni del doppio allo Swiss Indoors 2000 sono state un torneo di tennis preliminare per accedere alla fase finale della manifestazione. I vincitori dell'ultimo turno sono entrati di diritto nel tabellone principale. In caso di ritiro di uno o più giocatori aventi diritto a questi sono subentrati i lucky loser, ossia i giocatori che hanno perso nell'ultimo turno ma che avevano una classifica più alta rispetto agli altri partecipanti che avevano comunque perso nel turno finale.
Le qualificazioni del doppio del torneo Swiss Indoors 2000 prevedevano 4 coppie partecipanti di cui una è entrata nel tabellone principale.

## Teste di serie
1. Paul Rosner /  Jason Weir-Smith (Qualificati)

1. Cristian Brandi /  Petr Luxa (primo turno)

## Qualificati
1. Paul Rosner  /   Jason Weir-Smith

## Tabellone

### Legenda
| - Q = Qualificato - WC = Wild card - LL = Lucky loser | - ALT = Alternate - SE = Special Exempt - PR = Protected Ranking | - w/o = Walkover - r = Ritirato - d = Squalificato |

|  | Primo turno | Primo turno                  | Primo turno                  | Primo turno | Primo turno |  |  | Ultimo turno | Ultimo turno                 | Ultimo turno | Ultimo turno | Ultimo turno |  |
|  |             |                              |                              |             |             |  |  |              |                              |              |              |              |  |
|  | 1           | Paul Rosner Jason Weir-Smith | Paul Rosner Jason Weir-Smith | 7           | 7           |  |  |              |                              |              |              |              |  |
|  |             | Yves Allegro Andrei Pavel    | Yves Allegro Andrei Pavel    | 65          | 62          |  |  | 1            | Paul Rosner Jason Weir-Smith | 4            | 6            | 6            |  |
|  |             | David Škoch Jack Waite       | David Škoch Jack Waite       | 7           | 6           |  |  |              | David Škoch Jack Waite       | 6            | 2            | 3            |  |
|  | 2           | Cristian Brandi Petr Luxa    | Cristian Brandi Petr Luxa    | 5           | 2           |  |  |              |                              |              |              |              |  |